# ديانا سيلفا
ديانا سيلفا (بالبرتغالية: Diana Silva‏) (4 يونيو 1995 بأمادورا في البرتغال - ) هي لاعبة كرة قدم برتغالية في مركز الهجوم.

## وصلات خارجية
- ديانا سيلفا على موقع الاتحاد الأوربي (الإنجليزية)
- ديانا سيلفا على موقع قاعدة بيانات كرة القدم.إي يو (الإنجليزية)
- ديانا سيلفا على موقع Soccerway.com (الإنجليزية)
- ديانا سيلفا على موقع عالم كرة القدم.نت (الإنجليزية)